# Amtsgericht Dorum

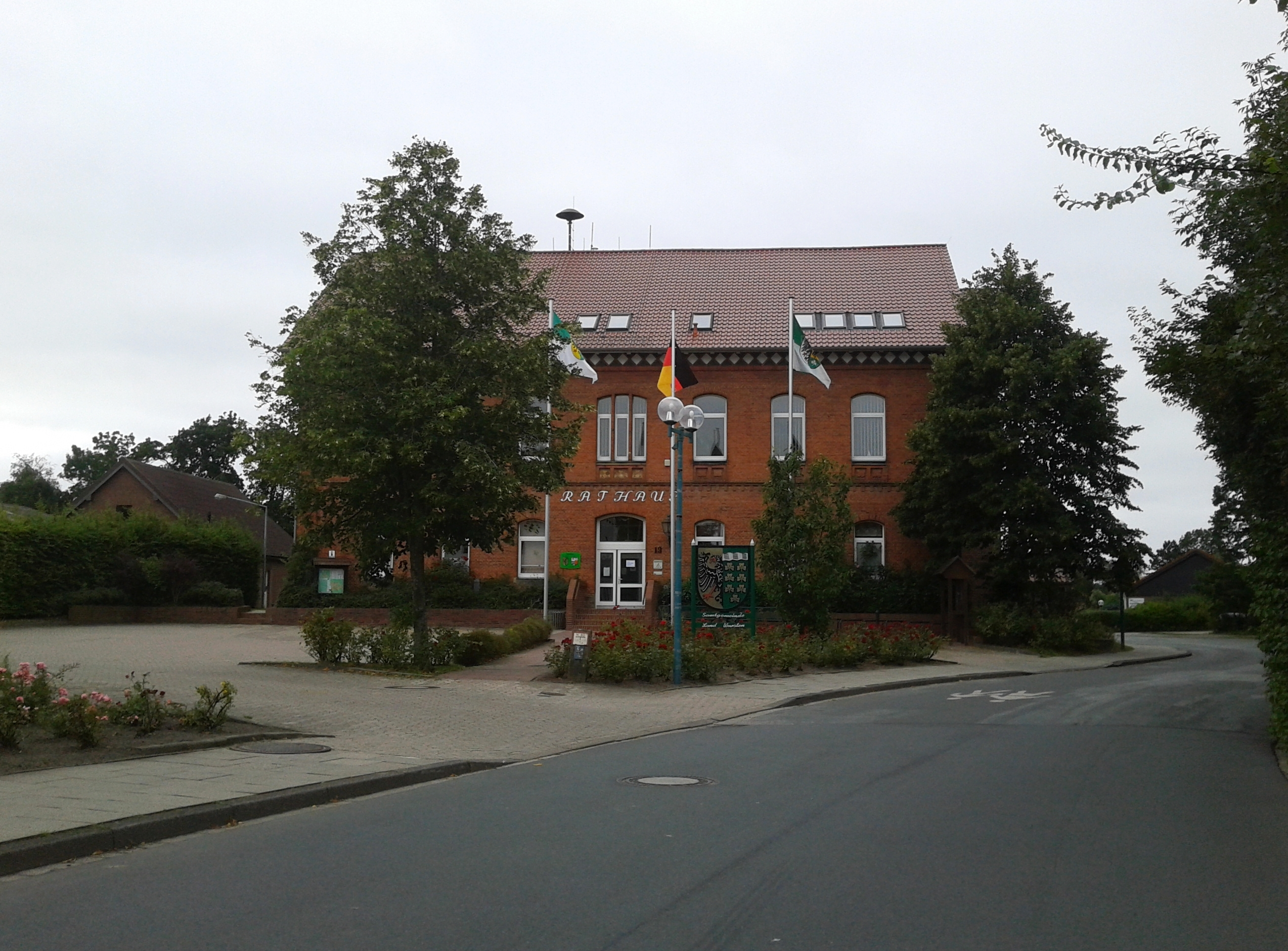
Das denkmalgeschützte Amtsgerichtsgebäude, heute Rathaus

Das Amtsgericht Dorum war ein Gericht der ordentlichen Gerichtsbarkeit in Dorum.
Das Gebäude steht unter Denkmalschutz (siehe auch Liste der Baudenkmale in Wurster Nordseeküste).

## Geschichte
Nach der Revolution von 1848 wurde im Königreich Hannover die Rechtsprechung von der Verwaltung getrennt und die Patrimonialgerichtsbarkeit abgeschafft.
Das Amtsgericht wurde daraufhin mit der Verordnung vom 7. August 1852 die Bildung der Amtsgerichte und unteren Verwaltungsbehörden betreffend als königlich hannoversches Amtsgericht gegründet. Es umfasste das Amt Dorum.
Das Amtsgericht war dem Obergericht Lehe untergeordnet. Mit der Annexion Hannovers durch Preußen wurde es zu einem preußischen Amtsgericht in der Provinz Hannover.

## Gebäude
Der freistehende zweigeschossige siebenachsige Backsteinbau mit ziegelgedecktem Satteldach, symmetrischen Fassaden, kräftigen Dachgesims und schlichtem Backsteinschmuck wurde um 1890 nach der Neuordnung des Gerichtswesen gebaut. In dem Gebäude ist heute das Rathaus von Dorum.
Im Rathaus I der Gemeinde Wurster Nordseeküste, Westerbüttel 13 in Dorum, sind u. a. der Bürgermeister und die Zentralen Dienste untergebracht.